# کمال الملاخ
کمال الملاخ نام کامل کمال ولیم یونان الملاخ (عربی: کمال الملاخ) (زاده ۲۶ اکتبر ۱۹۱۸ در اسیوط – درگذشته: ۲۹ اکتبر ۱۹۸۷ در قاهره) نویسنده، روزنامه‌نگار و ادیب مصری و بنیان‌گذار جشنواره‌های سینما است. وی انجمن مصری نویسندگان و منتقدین سینما را در سال ۱۹۷۳ تأسیس کرد. وی همچنین مؤسس چندین جشنواره سینمایی دیگر از جمله در أسوان است که تا قبل از وفاتش استمرار داشت.

## دوران تحصیل
کمال الملاخ پس از پایان تحصیلات دبیرستانی وارد دانشکده هنرهای زیبا در دانشگاه قاهره شد و در سال ۱۹۴۳ موفق به دریافت مدرک لیسانس گردید. او سپس وارد انستیتوی تحقیقات عالی آثار ادبی در دانشگاه قاهره گردید و در سال ۱۹۴۸ موفق به دریافت فوق لیسانس در زمینه زبان مصر باستان گردید.

## دوران رشد و جوانی
کمال الملاخ بعد از پایان تحصیلاتش، ابتدا مدتی به عنوان مهندس معماری و سپس افسر احتیاط مشغول به کار شد و سپس به عنوان استاد در دانشکده هنرهای زیبا و انستیتو سینما و دانشگاه آمریکایی قاهره به کار پرداخت. زندگی مطبوعاتی او کوتاه بود و بدنبال آن به عنوان منتقد هنری در الاهرام مصر در سال ۱۹۵۰ به کار پرداخت. وی همچنین توسط وزارت فرهنگ مصر به عنوان نماینده مصر در افتتاح نمایشگاهی در لندن در دهه هفتاد قرن بیستم انتخاب شد.

## کشف قایق‌های خورشیدی
کمال در زمانی که رئیس بخش مهندسی در هیئت آثار ادبی مصر بود، با کشف قایق‌های خورشیدی در ۲۶ ماه مه ۱۹۵۴ وارد تاریخ شد. قایق‌های خورشیدی دارای یک همگرایی در دو حفره کنار «هرم خوفو» است و کمال الملاخ کشف کرد که هر کدام از این قایق‌های خورشیدی دارای ۵۰۰۰ سال قدمت هستند.

## جوایز و مدال‌ها
- مدال دولتی مصر بخاطر کشف قایق‌های خورشیدی (در دوران جمال عبدالناصر)
- جایزه دولتی شجاعت در ادبیات سال ۱۹۷۰ (در دوران انور سادات)
- جایزه دولتی لیاقت در سال ۱۹۸۲ (دوران حسنی مبارک)
- مدال فرهنگ از دولت ایتالیا
- مدال قهرمانی لبنان[۶][۷]

## برجسته‌ترین فعالیت‌ها
- تولید برنامه‌های بسیار زیاد رادیویی که مهم‌ترین آن‌ها در زمینه دنیای سینما بود
- تولید ۱۷ فیلم سینمایی
- برگزاری دو نمایشگاه بزرگ هنری
- کشف قایق‌های خورشیدی
- برگزارکننده اولین جشنواره‌های سینمایی در مصر و اولین رئیس این جشنواره‌ها[۲]